# Anthomyia neoliturata
Anthomyia neoliturata este o specie de muște din genul Anthomyia, familia Anthomyiidae, descrisă de Griffiths în anul 2001.
Este endemică în Minnesota. Conform Catalogue of Life specia Anthomyia neoliturata nu are subspecii cunoscute.